# Solnik, Varna
Solnik (în bulgară Солник) este un sat în comuna Dolni Ciflik, regiunea Varna,  Bulgaria. 

## Demografie
Componența etnică a satului Solnik
     Bulgari (92,79%)
     Nicio identificare (7,2%)
     Altele (0%)
La recensământul din 2011, populația satului Solnik era de 222 locuitori. Din punct de vedere etnic, majoritatea locuitorilor (92,79%) erau bulgari. Pentru 7,2% din locuitori nu este cunoscută apartenența etnică.